# フォックス放送
フォックス放送（Fox Broadcasting Company、FOX）は、アメリカのテレビネットワークのひとつ。フォックス・コーポレーション傘下にある。
1986年設立と、3大ネットワーク（ABC、CBS、NBC）と比べれば歴史は浅いものの、近年は視聴者数で並び、現在はFOXを含めて「4大ネットワーク」と呼ばれている。
これまで日本で話題になったドラマが複数放送されており、著名なものには『Xファイル』や『24 -TWENTY FOUR-』、『プリズン・ブレイク』などがある。

## 経緯
1985年にニューズ・コーポレーションが独立ローカルテレビ局を運営するメトロメディアを買収、これを全米向けのテレビネットワークにする形で1986年に設立された。当時のニューズ・コーポレーションはオーストラリアに本社があり、外資規制を逃れるため、株式の76%は当時フォックス・インク（20世紀フォックスの親会社）の会長兼CEOだったバリー・ディラーが保有した。また設立の際に創業者のルパート・マードックが帰化、合衆国市民となっている。
同年10月9日放送開始。放送開始時は直営局6局と加盟局90局で人口の80%をカバーしたが、210〜215局で97%をカバーする3大ネットワークと比べると貧弱であった（ちなみに、2003年には直営局・加盟局合わせて180局で96.18%をカバーしている）。
1989年、現在まで続く人気アニメーション『ザ・シンプソンズ』が放送開始。
1993年、それまでCBSが保有していたNFL・NFC（ナショナル・フットボール・カンファレンス）の放映権を破格の放映権料（4年間15.8億ドル。それまでCBSが支払っていた放映権料は4年間2.9億ドル）で獲得。これによる加盟局の増加と合わせて、フォックスの4大ネットワーク入りに大きく貢献した。
また、1990年代初頭〜中盤にかけて、『ビバリーヒルズ高校白書/青春白書』や『メルローズ・プレイス』といった若者向けドラマがヒット。1993年に放送を開始した『Xファイル』は初めて全米年間視聴率トップ25に入った。そして、2000年代には『アメリカン・アイドル』が全米で一番多くの視聴者数を得る番組となっていた。
2004年9月、NFL中継を皮切りに高精細度テレビジョン放送（720p）による放送を開始した。
2007-08年シーズンは、平均世帯視聴者数（1,120万人）、18歳〜49歳の平均視聴率（4.2%、シェア11％）で3大ネットワークを抑え、ネットワークが始まって以来初めて2冠を獲得した（）。
2013年にはニューズ社が会社分割したことで、21世紀フォックスの傘下となった。
旧来の3大ネットワークで放送している朝夕の全国ネットのニュースショーはない。全国ネットの定時の報道番組は日曜の朝に60分番組（“Fox News Sunday”）が一本組まれているのみである。報道特別番組はFOXニュースから伝えられる。ローカルのニュース番組は米東部時間の平日では主に17時・18時・22時台に組まれるほか、朝に長時間のニュースワイド番組を組んでいる局も多く、地域内で一週間に最も多くのローカルニュース枠を有するケースも珍しくなくなった。一方でローカルニュースの制作を同じ地域の3大ネットワークの加盟局に委託していたり、地域内でフォックス系局と他のネットワーク系局を同じオーナーが保有し、複数局の報道部門が統合されたケースも存在する。
2019年3月20日にはウォルト・ディズニー・カンパニーが21世紀フォックスを買収したが、フォックス放送は新たに分割されて誕生したフォックス・コーポレーションによって運営されている。